# Flicka i kasern
Flicka i kasern är en svensk komedifilm från 1955 i regi av Börje Larsson.

## Handling
Fredrik har blivit inkallad till repövning; tidpunkten är olämplig både för honom och hans arbetsgivare som är i slutskedet i utvecklandet av en ny sorts mina. Eftersom Fredrik är en nyckelperson i projektet måste hans arbetsgivare smuggla ut honom från regementet för att hinna få klart minan, innan den ska visas för försvaret.

## Om filmen
Filmen spelades in i Sandrew-ateljéerna i Stockholm och hade premiär den 26 december 1955. Den är barntillåten i Sverige. Filmen har visats i SVT, bland annat 2010, 2014, 2016, i mars 2019 och i september 2024.

## Rollista
- Sonja Stjernquist – Eva Seman, Semanverkens ägare
- Egon Larsson – Staffan Torell, repsoldat
- Sten Gester – Allan Bergsten, repsoldat
- Åke Söderblom – Fredrik Berg, repsoldat
- Hjördis Petterson – Olga Seman, Evas faster
- Mary Rapp – Beda, Fredriks fästmö
- Siv Ericks – Edith Jansson
- Torsten Lilliecrona – furir
- Carl-Gustaf Lindstedt – polismästare
- Harry Ahlin – Ernst Jansson, fanjunkare, Ediths man
- Ragnar Arvedson – överste
- Hans Strååt – kapten
- Ingemar Holde – Gustav, repsoldat
- Eric Stolpe – repsoldat
- Willy Peters – Kjell, chefsingenjör

### Ej krediterade
- Birgit Kronström –	överstens fru
- Stellan Agerlo – löjtnant
- Arne Andersson – fänrik
- Lars-Owe Carlberg - väbel
- Karl-Axel Keier – kapten
- Sten Looström – militärläkare
- Gunnar Thim – repsoldat
- Hanny Schedin – gäst på regementsbalen
- Jan-Olof Rydqvist – gäst på regementsbalen
- Manne Grünberger –	Johansson, polis
- Birger Lensander –	polis i sybehörsaffären
- Marianne Nielsen –	Svea, husa hos Eva Seman
- Karin Cederholm – Nina
- Göte Holmberg – officer på regementsbalen